# De Hiemerter Mole
De Hiemerter Mole – wiatrak w miejscowości Burgwerd, w gminie Súdwest-Fryslân, w prowincji Fryzja, w Holandii. Młyn został wzniesiony w 1811 r. Został odrestaurowany w 1976 r. Jego śmigła mają rozpiętość 12,00 m.